# Voo Aeroflot 15
O Voo Aeroflot 15 foi um voo de passageiros do Aeroporto Internacional Domodedovo, Moscou, para o Aeroporto de Petropavlovsk-Kamtchatski, Petropavlovsk-Kamtchatski, na União Soviética, onde em 29 de fevereiro de 1968, caiu a caminho de Petropavlovsk. Todos, exceto um a bordo da aeronave morreram no acidente.

## Aeronave e tripulação
A aeronave envolvida no acidente era um Ilyushin Il-18D prefixo CCCP-74252. Seu primeiro voo foi em 29 de dezembro de 1967, onde no momento do acidente, a aeronave havia apenas 2 meses completos, 342 horas de voo e 89 ciclos de decolagem e pouso. A tripulação consistia:
- Capitão Eugene A. Berezhnov
- Copiloto Vladimir G. Chebotanov
- Navegador Benedict E. Dernov
- Engenheiro de voo Nikolai Vasilyes
- Operador de rádio Ivan M. Pashchenko

Os comissários de bordo Lyubov Semenovna Martynenko, Galina Lobanova, Hope Gavrilovna Kucheryavaya e Alla G. Vnukovo serviram como tripulantes de cabine.

## Acidente
O voo concluiu com sucesso a parte Moscou-Yemelyanovo da rota. Às 22h03 (17h03, horário de Moscou), o Il-18 decolou de Yemelyanovo com 64 adultos e 11 crianças como passageiros; dois passageiros não foram registrados. Após completar a decolagem, o voo manteve-se na altitude de 8.000 metros. Às 22:37 horário local (17:37 horário de Moscou), a tripulação de voo mudou as comunicações para o controle de tráfego aéreo de Bratsk. As condições meteorológicas foram relatadas como normais na época. A aeronave foi rastreada a uma distância de 234 quilômetros do aeroporto e uma marcação de 270° graus. A tripulação confirmou o recebimento da informação, afirmando que estavam a uma altitude de 8.000 metros e voando a 780 km/h, e que deveriam passar pelo aeroporto de Bratsk em às 18:06.
Às 18:38:38, o avião sofreu uma descida repentina. A situação a bordo evoluiu para uma emergência total às 22:41:28. Quando o voo estava a uma altitude de 3.000 metros, os controladores de tráfego aéreo detectaram uma curta transmissão ininteligível às 22:43:12 do voo, determinada pelos investigadores como sendo mais provável sobre o estado da aeronave. A tripulação acidentalmente inclinou a aeronave mais para baixo até o ponto de excesso de velocidade enquanto tentava corrigir a inclinação da aeronave. O sinal "aperte o cinto de segurança" foi ativado e o avião inverteu. A uma altitude de 1000 metros e a uma velocidade de 890 km/h, o avião começou a se desintegrar e às 17:43:47 o avião caiu a 13 quilômetros de Parchum e 165 quilômetros a oeste do aeroporto de Bratsk na taiga. O único sobrevivente foi um jovem soldado encontrado vivo, mas ferido no local do acidente.

## Causas
A investigação levantou a hipótese de que uma emergência a bordo causou a descida da tripulação e ao fazer isso, o controle da aeronave foi perdido quando o motor número três não funcionou como esperado. O exame da asa esquerda mostrou evidências de vazamento de combustível, que se presumia ter causado um incêndio a bordo; essa parte da asa não estava equipada com sistemas de detecção ou extinção de incêndio. No entanto, a comissão responsável pela investigação rejeitou posteriormente a alegação de um incêndio em voo na asa esquerda causado por um vazamento, afirmando que a causa exata da emergência é desconhecida. 